# Riu Sor
El Sor és un riu de Galícia que fa de frontera natural entre les províncies de Lugo i la Corunya fins que desemboca a la ria d'O Barqueiro, al mar Cantàbric.
Neix de la unió de dos rius petits: el Tras da Serra, que neix a Veiga da Nata, al municipi d'As Pontes de García Rodríguez, i el Santar, que neix en terres del municipi de Muras. Tots dos s'uneixen a Ribeira da Señora, a Ambosores, parròquia a la qual donen nom.
A partir de la seva unió, el riu Sor banya les terres del municipi corunyès de Mañón per l'esquerra i dels municipis d'Ourol i O Vicedo, a la província de Lugo, per la dreta. Té una longitud de 49 km.